# Ramazzottius valaamis
Ramazzottius valaamis är en djurart som tillhör fylumet trögkrypare, och som beskrevs av Vladimir I. Biserov och Denis Tumanov 1993. Ramazzottius valaamis ingår i släktet Ramazzottius och familjen Hypsibiidae. Inga underarter finns listade i Catalogue of Life.